# Linnaeoxantho
Linnaeoxantho is een geslacht van kreeftachtigen uit de klasse van de Malacostraca (hogere kreeftachtigen).

## Soort
- Linnaeoxantho acanthomerus (Rathbun, 1911)